# Нагозелу-ду-Дору
Нагозелу-ду-Дору (порт. Nagozelo do Douro)  —  район (фрегезия) в Португалии,  входит в округ Визеу. Является составной частью муниципалитета  Сан-Жуан-да-Пешкейра. По старому административному делению входил в провинцию Траз-уж-Монтиш и Алту-Дору. Входит в экономико-статистический  субрегион Доуру, который входит в Северный регион. Население составляет 517 человек на 2001 год. Занимает площадь 6,61 км².